# Javier Zanetti
Javier Adelmar Zanetti, född 10 augusti 1973 i Buenos Aires i Argentina, är en före detta fotbollsspelare som under 19 säsonger spelade för Inter i italienska Serie A där han vann fem Serie A-titlar. Mellan åren 1999 och 2014 var han också lagkapten och genom sin outtröttliga spelstil kom han att under dessa femton år bli en symbol och ikon för klubben. Följdriktigt fick han bland fans och media smeknamnet "Il Capitano" (kaptenen).
Zanetti var en mångsidig spelare som kunde spela på samtliga försvarspositioner, defensiv mittfältare eller yttermittfältare. Med Argentinas landslag deltog han bland annat vid OS 1996, VM 1998 och VM 2002.
Zanetti är den Interspelare som genom alla tider spelat flest matcher för klubben.

## Klubbkarriär

### Banfield
När Zanetti var 20 år debuterade han för Banfield den 12 september 1993 i en hemmamatch mot River Plate.

### Internazionale Milano
Zanetti gjorde debut i Inter den 27 augusti 1995 i en match mot Vicenza i Milano. Under hans tid i Inter vann klubben 15 troféer. Uefacupen 1998, Coppa Italia 2005, 2006 och 2010. Italienska supercupen 2005, 2006, 2008 och 2010. Serie A 2006/07, 2007/08, 2008/09 och 2009/10, samt Champions League 2009/10.
När Zanetti spelade i finalen av Champions League 2009/10 spelade han sin 700:e match för Inter, som han fick fira med att vinna turneringen.
Zanetti avslutade sin karriär efter säsongen 2013/2014.

### Klubbstatistik
| Klubb                                                 | Säsong            | Inhemsk liga      | Inhemsk liga | Inhemsk liga | Nat. täv. | Nat. täv. | Internat. täv. | Internat. täv. | Totalt | Totalt |
| Klubb                                                 | Säsong            | Serie             | SM           | Mål          | SM        | Mål       | SM             | Mål            | SM     | Mål    |
| ----------------------------------------------------- | ----------------- | ----------------- | ------------ | ------------ | --------- | --------- | -------------- | -------------- | ------ | ------ |
| Talleres                                              | 1992/93           | 1a B              | 33           | 1            | 0         | 0         | 0              | 0              | 33     | 1      |
| Talleres                                              | Totalt i klubblag | Totalt i klubblag | 33           | 1            | 0         | 0         | 0              | 0              | 33     | 1      |
| Banfield                                              | 1993/94           | 1a div.           | 37           | 1            | 0         | 0         | 0              | 0              | 37     | 1      |
| Banfield                                              | 1994/95           | 1a div.           | 29           | 3            | 0         | 0         | 0              | 0              | 29     | 3      |
| Banfield                                              | Totalt i klubblag | Totalt i klubblag | 66           | 4            | 0         | 0         | 0              | 0              | 66     | 4      |
| Inter                                                 | 1995/96           | Serie A           | 32           | 2            | 5         | 0         | 2              | 0              | 39     | 2      |
| Inter                                                 | 1996/97           | Serie A           | 33           | 3            | 5         | 1         | 12             | 0              | 50     | 4      |
| Inter                                                 | 1997/98           | Serie A           | 28           | 0            | 4         | 0         | 9              | 2              | 41     | 2      |
| Inter                                                 | 1998/99           | Serie A           | 34+2         | 3+0          | 5         | 0         | 9              | 1              | 50     | 4      |
| Inter                                                 | 1999/00           | Serie A           | 34+1         | 1+0          | 8         | 1         | 0              | 0              | 43     | 2      |
| Inter                                                 | 2000/01           | Serie A           | 29           | 0            | 1         | 0         | 4              | 0              | 34     | 0      |
| Inter                                                 | 2001/02           | Serie A           | 33           | 0            | 1         | 1         | 10             | 1              | 44     | 2      |
| Inter                                                 | 2002/03           | Serie A           | 34           | 1            | 1         | 0         | 18             | 0              | 53     | 1      |
| Inter                                                 | 2003/04           | Serie A           | 34           | 0            | 5         | 0         | 6+6            | 0              | 51     | 0      |
| Inter                                                 | 2004/05           | Serie A           | 35           | 0            | 3         | 0         | 11             | 0              | 49     | 0      |
| Inter                                                 | 2005/06           | Serie A           | 25           | 0            | 5+1       | 0         | 8              | 0              | 39     | 0      |
| Inter                                                 | 2006/07           | Serie A           | 37           | 1            | 4+1       | 0         | 8              | 0              | 50     | 1      |
| Inter                                                 | 2007/08           | Serie A           | 38           | 1            | 4+1       | 0         | 8              | 0              | 51     | 1      |
| Inter                                                 | 2008/09           | Serie A           | 38           | 0            | 4+1       | 0         | 8              | 0              | 51     | 0      |
| Inter                                                 | 2009/10           | Serie A           | 37           | 0            | 4+1       | 0         | 13             | 0              | 55     | 0      |
| Inter                                                 | 2010/11           | Serie A           | 35           | 0            | 5+1       | 0         | 8+1+2          | 1+0+1          | 52     | 2      |
| Inter                                                 | 2011/12           | Serie A           | 34           | 0            | 2+1       | 0         | 8              | 0              | 45     | 0      |
| Inter                                                 | 2012/13           | Serie A           | 33           | 0            | 4         | 0         | 11             | 0              | 48     | 0      |
| Inter                                                 | Totalt i klubblag | Totalt i klubblag | 606          | 12           | 77        | 3         | 162            | 6              | 845    | 21     |
| Antal matcher och mål är korrekt per den 12 juni 2013 |                   |                   |              |              |           |           |                |                |        |        |

## Meriter
Meriter inom klubblag
- Serie A (ligamästare): 2005/06, 2006/07, 2007/08, 2008/09, 2009/10

- Coppa Italia: 2004/05, 2005/06, 2009/10, 2010/11

- Supercoppa italiana: 2005, 2006, 2008, 2010

- Uefa Champions League: 2009/10
- Uefacupen: 1997/98
- VM för klubblag: 2010